# Araçarí collbrú
Pteroglossus castanotis és una espècie d'ocell de la família dels ramfàstids (Ramphastidae) que habita zones boscoses properes a rius de l'est de Colòmbia, est de l'Equador, oest i sud-est del Brasil, est del Perú, nord i est de Bolívia, el Paraguai i nord-est de l'Argentina.